# Pattinaggio in linea freestyle ai Giochi mondiali 2025
Le competizioni di pattinaggio in linea freestyle ai Giochi mondiali 2025 si sono svolte tra il 16 e il 17 agosto 2025 al Chengdu Roller Sports Centre di Chengdu, in Cina.

## Podi

### Uomini
| Specialità                 | Oro            | Argento                       | Bronzo           |
| Slalom classico (dettagli) | Zhang Hao Cina | Valerio Degli Agostini Italia | Wang Yuxuan Cina |
| Speed slalom (dettagli)    | Zhang Hao Cina | Fu Yu Cina                    | Reza Lesani Iran |

### Donne
| Specialità                 | Oro                         | Argento        | Bronzo            |
| Slalom classico (dettagli) | Zhu Siyi Cina               | Liu Jaxin Cina | Laura Oria Spagna |
| Speed slalom (dettagli)    | Liu Chiao-hsi Taipei cinese | Zhu Siyi Cina  | Wen Jingjing Cina |

## Medagliere
| Posiz. | Nazione       | Oro | Argento | Bronzo | Totale |
| ------ | ------------- | --- | ------- | ------ | ------ |
| 1      | Cina          | 3   | 3       | 2      | 8      |
| 2      | Taipei cinese | 1   | 0       | 0      | 1      |
| 3      | Italia        | 0   | 1       | 0      | 1      |
| 4      | Iran          | 0   | 0       | 1      | 1      |
| 4      | Spagna        | 0   | 0       | 1      | 1      |
| Totale | Totale        | 4   | 4       | 4      | 12     |